# Vickers Venom
El Vickers Type 279 Venom fue un avión de caza británico, monoplano de ala baja, monoplaza, monomotor y de ocho armas, destinado a ser utilizado en los trópicos. Era rápido y maniobrable, pero su motor radial Bristol Aquila no gustaba. Este y otros diseños construidos según las mismas especificaciones, que incluían el Bristol Type 146, el Gloster F.5/34 y el Martin-Baker M.B.2, fueron rechazados por el Ministerio del Aire en favor de diseños que utilizaban el motor Rolls-Royce Merlin.

## Diseño y desarrollo

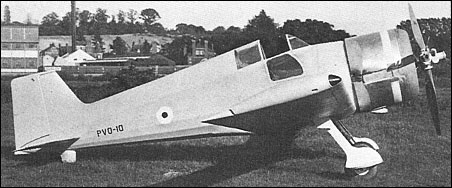
Venom en el suelo.

El Vickers Venom fue diseñado para cubrir la especificación F.5/34 del Ministerio del Aire, que solicitaba un avión monoplaza de ocho armas con la alta velocidad máxima y régimen de ascenso necesarios para alcanzar a bombarderos que volasen a 320 km/h a 4600 m (15 000 pies). Se esperaba que los participantes utilizaran un motor radial para lograr un buen rendimiento en los trópicos. Vickers basó su concursante en su anterior caza Type 151 Jockey, utilizando las mismas dimensiones y perfil aerodinámico del ala y de la cola, pero reemplazando la construcción acanalada Wibault-Vickers del Jockey por una suave estructura de revestimiento sujeto a esfuerzos más moderna.
El Venom (originalmente conocido como Jockey Mk.II) era un monoplano de ala baja, con alas y plano de cola de cuerda constante con puntas cuadradas. El empenaje también tenía la punta cuadrada, pero el aspecto más bien angular no se extendía al fuselaje, cuya sección transversal circular se estrechaba hacia atrás desde la cubierta del motor de cuerda larga hasta la cola. El piloto se sentaba sobre el ala en una cabina cerrada de plexiglás, que tenía ventanas adicionales en el fuselaje para mejorar la visibilidad lateral y hacia abajo. El carenado en forma de U invertida detrás de la cabina se extendía hasta la base del empenaje.
El fuselaje era una estructura monocasco de sección poligonal con revestimiento de aleación, y las placas más gruesas de las alas también estaban sometidas a esfuerzos, soportando las cargas de resistencia. Las alas llevaban flaps que podían extenderse hasta los 90 ° y tenía un tren de aterrizaje principal retráctil hacia adentro de vía ancha, así como una pequeña rueda de cola fija. Los flaps y el tren de aterrizaje eran operados eléctricamente. La sección del ala RAF 34 proporcionaba suficiente altura para la instalación de las ocho ametralladoras Browning requeridas. El Venom estaba propulsado por un motor radial de válvulas de camisa Bristol Aquila AE-3S de 466 kW (625 hp), montado sobre bisagras para poder girarlo lateralmente para facilitar el mantenimiento. El Aquila movía una hélice tripala. Joseph "Mutt" Summers voló el Venom en su primer vuelo el 17 de junio de 1936. A diferencia del Hurricane y del Spitfire, el Venom fue equipado con su armamento completo desde su primer vuelo.

### Pruebas y evaluación
Presentado públicamente en la exhibición de la Sociedad de Constructores Británicos de Aeronaves (SBAC) de 1936, el Venom apareció en metal pulido natural y barniz plateado en las superficies de control de tela, con marcas de registro temporal de la compañía como PVO-10. En las pruebas, el Venom funcionó bien con la potencia limitada del Aquila, logrando una velocidad máxima de 502 km/h y demostrando una buena velocidad de ascenso. El Venom poseía mejores velocidad de giro y alabeo que sus competidores de morro largo refrigerados por agua, pero pronto quedó claro que la capacidad potencial del motor en línea Rolls-Royce Merlin era mayor de lo que probablemente sería posible con el Aquila, al tiempo que no había otros motores disponibles que fueran adecuados para una estructura tan pequeña. Jeffrey Quill voló el Venom desde Eastleigh, mezclándolo con Spitfire, pero el vuelo del Venom estuvo limitado por problemas de motor. Más tarde, el Venom voló con escarapelas de la RAF y fue marcado con un "3" en los costados del fuselaje; fue pintado de color crema con fines de exhibición. El único prototipo del Venom fue desguazado en 1939, tras un accidente durante un vuelo de pruebas.

## Especificaciones
Referencia datos: Vickers Aircraft since 1908

### Características generales
- Tripulación: Uno (piloto)
- Longitud: 7,4 m (24,2 ft)
- Envergadura: 10 m (32,7 ft)
- Altura: 3,3 m (10,8 ft)
- Superficie alar: 13,6 m² (146,4 ft²)
- Peso cargado: 1885 kg (4154,5 lb)
- Planta motriz: 1× motor radial de 9 cilindros de válvulas de camisa refrigerado por aire Bristol Aquila AE-3S.
  - Potencia: 466 kW (642 HP; 634 CV)
- Hélices: Tripala de paso variable

### Rendimiento
- Velocidad máxima operativa (Vno): 502 km/h (312 MPH; 271 kt) a 5000 m (16 500 pies)
- Techo de vuelo: 9800 m (32 152 ft)
- Régimen de ascenso: 15 m/s (2953 ft/min)

### Armamento
- Ametralladoras: 

  - 8x Browning de 7,7 mm frontal fija en las alas

## Aeronaves relacionadas

### Desarrollos relacionados
- Vickers Vireo
- Vickers Jockey

### Aeronaves similares
- Boeing P-29
- Seversky P-35
- Curtiss P-36 Hawk
- Aeronautica Umbra Trojani AUT.18
- Fiat G.50 Freccia
- Macchi C.200
- Mitsubishi 1MF10
- Nakajima Ki-12
- Nakajima Ki-27
- Koolhoven F.K.58
- Bristol Type 146
- Gloster F.5/34
- Polikarpov I-16

### Secuencias de designación
- Secuencia Numérica (interna de Vickers): ← 270 - 271 - 277 - 279 - 281 - 283 - 284 →